# 美汉中学
美汉中学（英語：Mahan School），美国牧师韩忭明于1908年在江苏扬州创办的教会学校。

## 历史

### 清朝

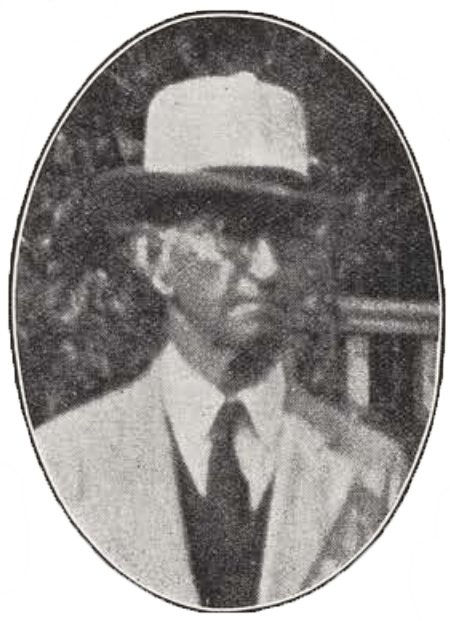
韩忭明牧师

清代光绪三十四年（1908年）春，扬州圣公会会长、美国卫理公会牧师韩忭明在扬州左卫街（今广陵路）租用民房办学。宣统二年（1910年），迁校至便益门内（今便益门大街）。因学校筹办过程，美国海军将领美翰曾捐赠巨款，取名为“美翰中学”。该校坐落在扬州城内西北角，北侧紧邻城墙，东侧为便益门大街，南侧为大草巷。学校大门在便益门大街，座西朝东。

### 民国时期

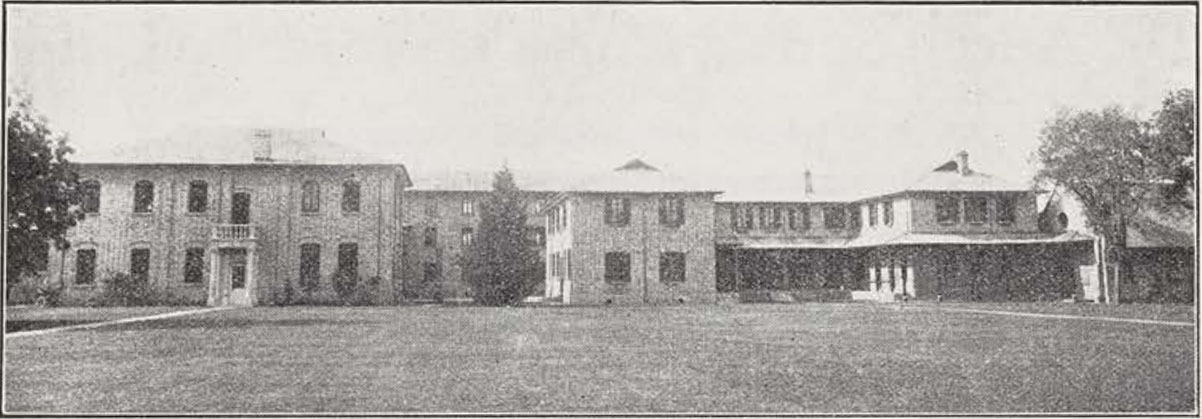
1933年复校后的美汉中学

民国元年（1912年），学校改名为“美汉中学”，以表示中美友好。1919年，韩忭明返美，鹿彩文任校长。1920年，学校地基扩大到32亩，学生超百人，傅师德（Ernest H. Forster）到该校任教。1924年，学校南区建成神在堂和两幢牧师住宅楼。1925年，因学生参加声援五卅惨案死难工人活动，韩忭明将学校停办。1926年复课后，学制改为三三制，初、高中各3年。1927年，因孙传芳部进驻学校，校园遭洗劫而被迫停办。1933年，美汉中学勉强复课。
1937年，因日军全面侵华爆发而再度停办。1939年，美汉中学复课。1941年，因太平洋战争爆发而停办。该校曾被侵华日军用作关押西方侨民的集中营。
1945年抗战胜利后，教会收回校产，重新办学，扬州圣公会会长过良先任代理校长。1946年，美汉中学成立第一届校董会，董事长为李宝森律师，并任命胡大龄为第一届华人校长，不久胡大龄辞职，仍由过良先任代理校长。1947年秋，校董会聘张彭瑜任校长，万彝香任副校长，其时，该校有教职员21人，学生294人:120。

### 共和国初期
1949年1月至4月，扬州全境先后被中国人民解放军占领，全市所有公私立学校均被人民政府接管。同年，原同属圣公会的信成女子中学未备案复课，并入美汉中学。1950年秋，美汉中学最后一次招生，招收初一两个班。1951年春，下学期开学，学校已改名为扬州市私立群力中学，校址未变。

### 停办后
1951年8月，扬州市政府将扬州私立群力中学与扬州中学工商合作科、兴化中学会计科合并成立苏北扬州财经技术学校，校址在羊巷。1951年9月，群力中学前一年新招的两个班因羊巷教室不够，上学期在东关街中段南侧临时搭建草棚授课，为普通科；其他年级为财经专科。1952年2月，迁到羊巷上课。1952年8月，扬州市第一初级中学在羊巷成立，苏北扬州财经技术学校迁到城西南的荷花池新校址。初三普通科的两个班并入扬州市第一初级中学，并成为该校首届毕业生。1952年秋，扬州财校并入中国人民银行华东区行银行学校，校址在扬州北下河。

## 办学
美汉中学是上海圣约翰大学的附中，其毕业生可以直升圣约翰大学。美汉中学开办之初仅设有国文、英语两门专修课，后定为正科4年、预科3年，分别发给文凭。1926年复课后，学制改为三三制，初、高中各3年。正科、高中毕业生可免试直升入圣约翰大学。

## 原校址
1951年7月，美汉中学校址由扬州市人民政府接收。1951年7月26日，浸会医院由扬州市人民政府接收，改名为扬州市工人医院，并迁至原美汉中学:112。1955年，江苏省镇江商业学校迁来，更名为江苏省扬州商业学校。1965年，升为江苏省商业学校。1969年11月，江苏省商业学校停办。1973年5月，江苏省商业学校复校。1982年2月，江苏省商业学校与由南京搬迁入迁的江苏省商业专科学校合并，组建新的江苏省商业专科学校。1992年，江苏省商业专科学校升格为扬州大学商学院。2012年9月，扬州大学商学院搬迁至扬子津校区西区。原便益门校区经江苏省政府批准，拆除建筑物、上市置换，土地由扬州市收储。
原校址现遗留有神在堂、美汉中学校长办公楼北楼、美汉中学校长办公楼南楼等建筑。

## 备注
1. ↑  一说1907年[2]
2. ↑  即阿尔弗雷德·赛耶·马汉[6]
3. 1 2  一说1950年与美汉中学合并为群力中学[3]，综合其他来源[4]应有误